# Christian Krug (Journalist)
Christian Krug (* 19. Dezember 1965 in Hamburg) ist ein deutscher Journalist. Von Oktober 2014 bis Dezember 2018 war er Chefredakteur des Magazins Stern, davor war er unter anderem Chefredakteur der Illustrierten Gala (beides Produkte von Gruner + Jahr). Seit Anfang 2019 ist er bei Gruner + Jahr mit der Entwicklung neuer Geschäftsfelder befasst.

## Leben
Christian Krug ist der Sohn des ehemaligen HSV-Fußballspielers und späteren Journalisten Gerd Krug. Seine Mutter war stellvertretende Chefredakteurin der Frauenzeitschrift Brigitte. Sein Bruder Matthias Krug ist Bildredakteur beim Nachrichtenmagazin Der Spiegel. Beider Stiefmutter ist die Journalistin Birgit Lahann.
Nach seinem Abitur an der Peter-Petersen-Schule in Hamburg-Wellingsbüttel unternahm Christian Krug zunächst eine Weltreise mit dem Motorrad und machte dann in Frankfurt am Main eine Lehre als Werbekaufmann.
Anschließend studierte er Politikwissenschaft an der Universität Hamburg. Ab 1989 war er neben dem Studium auch journalistisch tätig, zunächst als Reporter bei der Hamburger Morgenpost, nach dem Vordiplom holte ihn Herbert Riehl-Heyse als Kulturkorrespondent zum Stern in München, schließlich wurde er Leiter des Ressorts.
Ab 1996 war er, abgeworben durch Stefan Aust, Redaktionsleiter bei Spiegel TV und Leiter Digitale Tageszeitungen beim Spiegel-Verlag.
1998 holte ihn der damalige Chefredakteur Werner Funk zurück zum Stern und machte ihn zum Leiter des Ressorts Deutschland II.
Von 2000 bis 2008 war Krug unter anderem Co-Chefredakteur der Zeitschrift Max (Verlagsgruppe Milchstraße, zu Hubert Burda Media gehörend). 2008 gründete er die Medienberatungsagentur Krugmedia (unter anderem mit den Kunden Jung von Matt, Stefan Aust und Gruner + Jahr). Von Anfang 2011 bis Anfang 2013 war er als Chefredakteur der Magazine der Lufthansa, zugleich als Editorial Director bei Gruner + Jahr Corporate Editors, heute Territory, tätig. Von Oktober 2012 bis September 2014 war er Chefredakteur der Gala als Nachfolger des langjährigen Stelleninhabers Peter Lewandowski. Zum 1. Oktober 2014 holte man Krug auf den Stuhl des Stern-Chefredakteurs, nachdem der Vorgänger Dominik Wichmann wegen seines Führungsstils in Kritik geraten war.
Christian Krug ist Herausgeber bzw. Verfasser mehrerer Bücher, unter anderem schrieb er mit Barbara McQueen eine Biografie des Hollywood-Schauspielers Steve McQueen. Zusammen mit seiner zweiten Ehefrau Ina ist er Pächter eines Hotels in Marrakesch/Marokko. Aus erster Ehe hat er zwei Söhne. Er wohnt in Hamburg-Winterhude.